# Fabius (Nowy Jork)
Fabius – miasto w Stanach Zjednoczonych, w stanie Nowy Jork, w hrabstwie Onondaga.